# Phelsuma edwardnewtoni
Phelsuma edwardnewtoni este o specie de șopârle din genul Phelsuma, familia Gekkonidae, descrisă de Auguste Vinson și Vinson 1969. Conform Catalogue of Life specia Phelsuma edwardnewtoni nu are subspecii cunoscute.

## Galerie

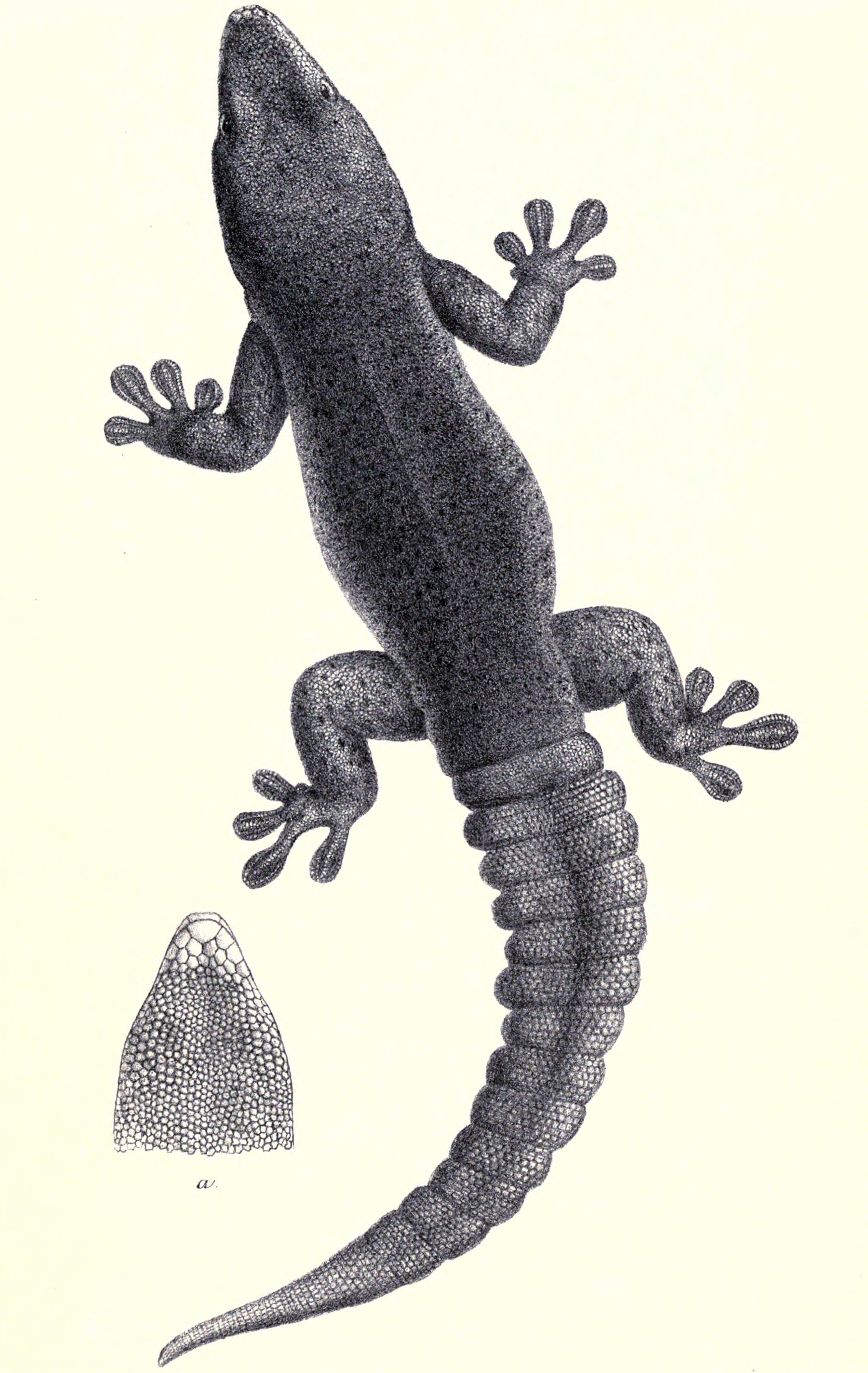